# رکا-لوتسا یانی
رکا-لوتسا یانی (مجاری: Jani Réka Luca؛ زادهٔ ۳۱ ژوئیهٔ ۱۹۹۱) یک تنیس‌باز اهل مجارستان است. 